# Джей Ділуї
Джей Ділуї (англ. Jai DiLouie; нар. 11 вересня 1958) — колишній американський тенісист.
Найвищим досягненням на турнірах Великого шолома було 2 коло в одиночному розряді.
Завершив кар'єру 1984 року.

## Фінали Гран-прі за кар'єру

### Парний розряд: 1 (0–1)
| Результат | W/L | Дата     | Турнір           | Покриття | Партнер          | Суперники                  | Рахунок       |
| --------- | --- | -------- | ---------------- | -------- | ---------------- | -------------------------- | ------------- |
| Поразка   | 0–1 | Сер 1982 | Саут-Орандж, США | Ґрунт    | Блейн Вілленборг | Рауль Рамірес Вен Вінітскі | 6–3, 4–6, 1–6 |

## Титули на челленджерах

### Парний розряд: (1)
| Ранг | Рік  | Турнір        | Покриття | Партнер      | Суперники                | Рахунок  |
| ---- | ---- | ------------- | -------- | ------------ | ------------------------ | -------- |
| 1.   | 1980 | Турин, Італія | Ґрунт    | Вейн Гемпсон | Дейв Сіглер Роббі Вентер | 6–3, 6–4 |